# Lábán Katalin
Lábán Katalin (művészneve: Florian Leona) (Budapest, 1952. augusztus 10.) rendező, színész, színházigazgató.

## Családja és származása
Az apai nagyszülei Lábán József (1892–1967), a Magyar Nemzeti Bank főfelügyelője, és Flórián Leona voltak. Az apai nagyapai dédszülei Lábán József (1850–1898), királyi tanácsos, vasuti és hajózási magyar királyi főfelügyelő és Schariczer Viktória (1861–1929) voltak.

## Életpályája
1971–1976 között az ELTE Bölcsészettudományi Kar hallgatója volt. 1979–1980 között a Minnesotai Egyetemen színházrendező szakon tanult. 1990-től az R.S.9. Stúdiószínház egyik alapító vezetője (Dobay Dezsővel), dramaturgja, rendezője és színésze.

## Színházi munkái
A Színházi Adattárban regisztrált bemutatóinak száma: szerzőként: 8; színészként: 3; rendezőként: 31.
| - Vágy, hogy indiánok lehessünk (1993) - Emberek, oroszlánok, sasok és foglyok (1994) - Micimackó (1996) - Anna Frank naplója (1999) - Maszkok (1999) - Legszebb cigány népmesék (2002) - Jelenetek Hélene Berr naplójából (2010) - Euripidész: Hekabé.... - Spiró György: Káró király.... - Csáki Rita: Belső szoba (Virginia Woolf)....Virginia Woolf | - Beckett: Színház I. (1956) (1990) - Beckett: Rádió I. (1961) (1990) - Lengyel János: Nincs pénz a strandon (1992) - Lengyel János: Egy troliban, középen (1992) - Lengyel János: A lépcsőfordulóban (1992) - Weöres Sándor: Bolond Istók (1992) - Kafka-Hamvas-Borowski: Vágy, hogy indiánok lehessünk (1993) - Gombrowicz: Operetka (1993) - Csehov: Sirály (1994) - Milne: Micimackó (1996) - Pirandello: A hegyek óriásai (1996) - Szabó Magda: Tündér Lala (1997) - Strindberg: Damaszkusz felé (1998) - Gogol-Dosztojevszkij-Csehov: Még ezt az egyet! (1998) - Marton Mária: Bádogszív (1999) - Lábán: Anna Frank naplója (1999) - Rodari: Hagymácska története (1999) - Bergman: Maszkok (1999) - Benedek Elek: Többsincs királyfi (2000) - Hazai Attila: Budapesti skizo (2000) - Ödön von Horváth: A szépkilátás (2001) - Dickens: Karácsonyi ének (2001) - Si Csün-Pao: Csiu Hu és Mej-Jing (2002) - Lábán: Legszebb cigány népmesék (2002) - Andersen: A hókirálynő (2003) - Móricz Zsigmond: Légy jó mindhalálig (2004) - Horváth Kriszta: Jelenetek egy mániás nő naplójából (2009) - Berr: Jelenetek Hélene Berr naplójából (2010) |

## Filmjei
- Tóbi (2005)
- Egyetleneim (2005)
- Hal a parton (2006)
- Majdnem szűz (2008)